# Císařská vila
Císařská vila (německy Kaiservilla) je výstavní vila či menší palác, nacházející se v hornorakouském lázeňském městě Bad Ischl, která sloužila jako letní sídlo rakouského císaře Františka Josefa I. a jeho ženy, císařovny Alžběty Bavorské.

## Historie

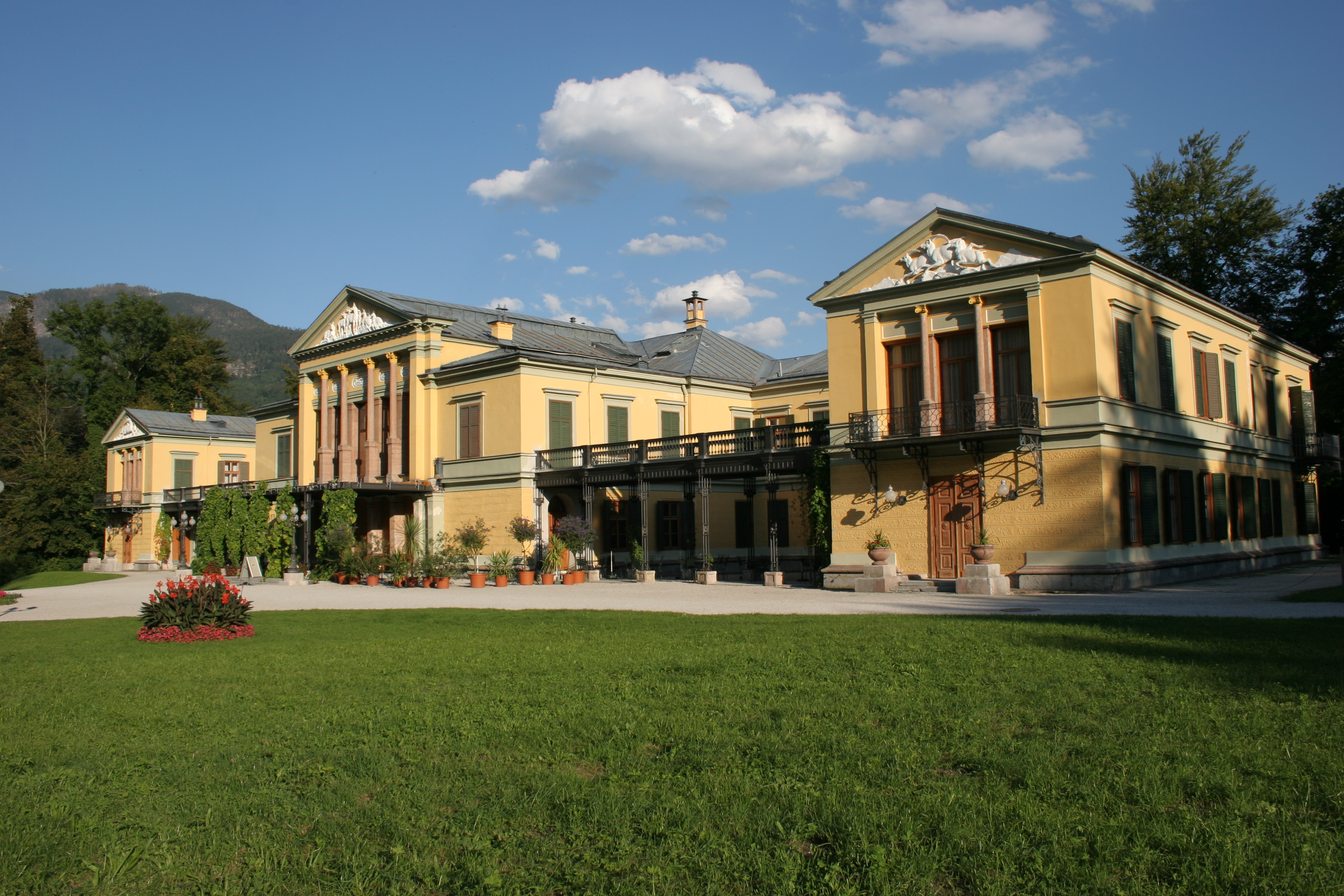
Kaiservilla

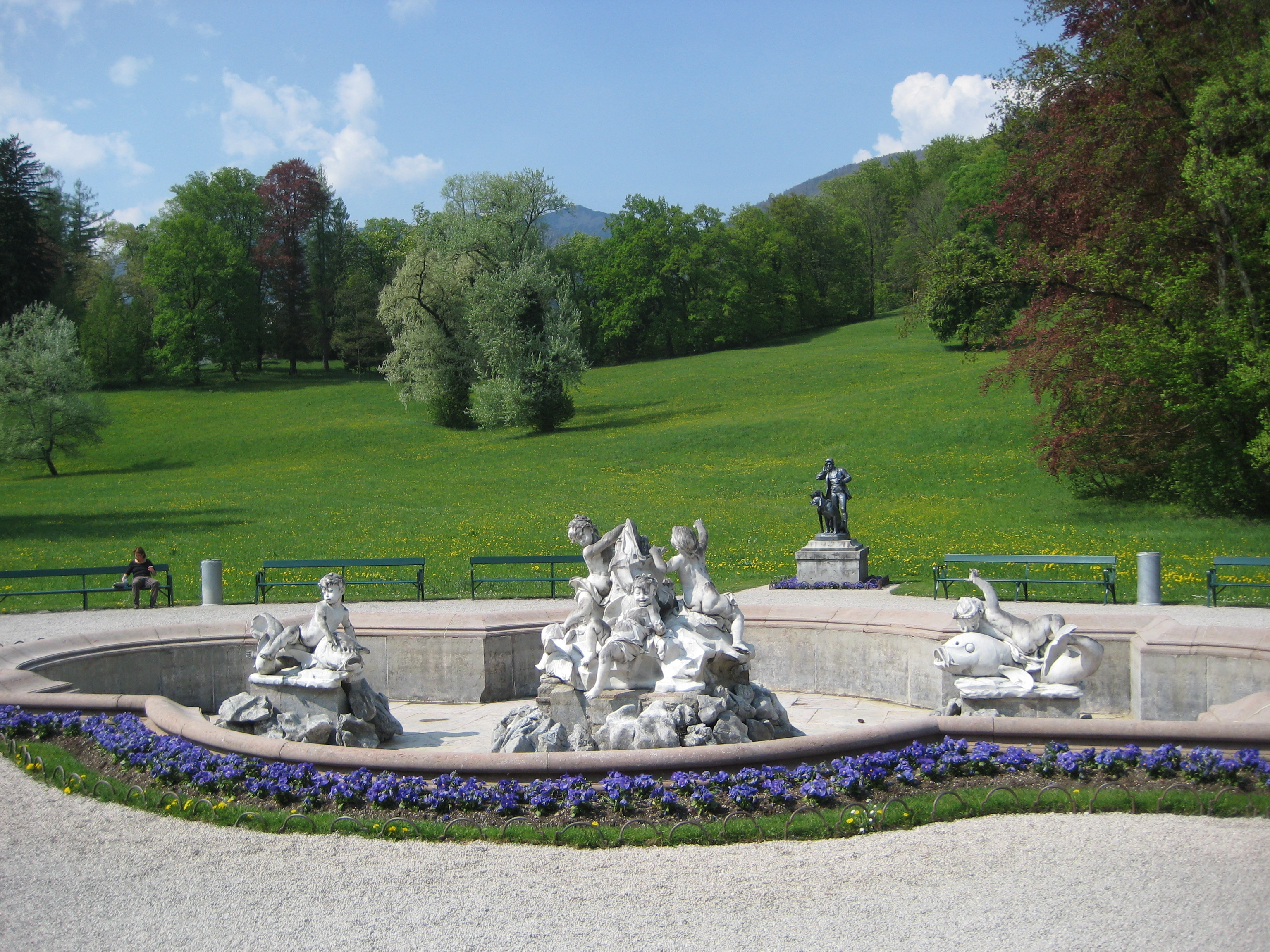
Kašna z bílého mramoru od Viktora Tilgnera

Budova byla původně postavena ve stylu biedermeieru, a patřila vídeňskému notáři Josefu Augustu Eltzovi. Ten ji roku 1850 prodal lékaři Eduardu Mastalierovi. Poté roku 1853 vilu zakoupila arcivévodkyně Žofie Frederika jako svatební dar svému synovi, císaři Františku Josefovi I., jenž se zde (v den svých 23. narozenin) zasnoubil se svou budoucí ženou Alžbětou Bavorskou, zvanou Sissi. Postupnými přestavbami a dostavbami (dostavěna byla dvě křídla) pak vila dostala svoji dnešní novoklasicistní podobu ve tvaru písmene E (podle jména Elisabeth – německy Alžběta).
V přilehlém okolí stavby se nalézá anglický park, před hlavním vstupem do budovy (uprostřed) se nachází velká mramorová kašna, jejímž autorem je Viktor Tilgner.
Císař František Josef I. ve vile pobýval každé léto alespoň několik týdnů a téměř každý rok zde 18. srpna oslavil své narozeniny. Bylo to také zde, v pracovně vily, kde 28. července 1914 podepsal vyhlášení války Srbsku, které později vedl k vypuknutí světového konfliktu. Téhož dne zde napsal také svůj manifest "Mým národům".
Roku 1916 císař umírá a objekt zdědila jeho mladší dcera, arcivévodkyně Marie Valerie, která byla vdaná za arcivévodu Františka Salvátora z toskánské linie habsburské rodiny, tudíž zůstal v majetku Habsburků. Jelikož císařská vila byla habsburským soukromým majetkem a František Salvátor i Marie Valerie se zřekli jakýchkoli nároků na trůn, zůstal objekt i po zániku rakousko-uherské monarchie v roce 1918 v jejich držení. Poté vilu zdědil jejich syn, arcivévoda Hubert Salvátor.
Majitelem budovy je dnes jeho syn potomek panovnické dynastie, Markus Emanuel Habsbursko-Lotrinský.
Objekt je v letních a částečně také v zimních měsících přístupný pro veřejnost.